# (9664) Brueghel
(9664) Brueghel (1996 HT14) – planetoida z grupy pasa głównego asteroid okrążająca Słońce w ciągu 5,73 lat w średniej odległości 3,2 j.a. Odkryta 17 kwietnia 1996 roku.